# Tour do Rio 2013
O Tour do Rio 2013 foi a 4ª edição do Tour do Rio, competição ciclística profissional por etapas realizada no estado do Rio de Janeiro, disputado de 28 de agosto a 1 de setembro de 2013. A competição teve 5 etapas, percorrendo uma distância total de 827 kms, e teve início na Barra da Tijuca, terminando na Quinta da Boa Vista. A competição foi um evento 2.2 no circuito UCI America Tour e o único evento de classe 1 no Calendário Brasileiro de Ciclismo.
O vencedor na classificação geral foi o espanhol Óscar Sevilla (EPM - UNE), 7 segundos à frente de seu compatriota Gustavo Veloso (OFM - Quinta da Lixa). O colombiano Edwar Ortiz, companheiro de equipe de Sevilla, fechou o pódio, 1 minuto e 38 segundos atrás do vencedor. A camisa amarela foi vestida pela primeira vez por Weimar Roldan (EPM - UNE), que venceu a primeira etapa escapado com seu companheiro de equipe Edwar Ortiz. Após ficar com Roldan por mais uma etapa, a liderança passou para as mãos de Ortiz no 3ª dia, na principal etapa de montanha da prova. Mas foi na 4ª etapa que o resultado definitivo se desenhou: Sevilla e Veloso protagonizaram uma longa fuga que terminou a etapa quase 3 minutos à frente do pelotão principal, com a vitória de Sevilla, que bateu seu companheiro de fuga no sprint. Assim, Sevilla assumiu a liderança da classificação geral à frente de Veloso, e manteve-a na 5ª e última etapa, vencida por Gregory Panizo (Funvic Brasilinvest - São José dos Campos) em uma fuga.
Flávio Cardoso (Funvic Brasilinvest - São José dos Campos) venceu a classificação por pontos, conseguindo todos seus pontos por meio de metas volantes, já que não terminou nenhuma etapa entre os 5 primeiros. João Marcelo Gaspar (Ironage - Colner - Sorocaba) triunfou na classificação de montanha e na classificação sub-23. A competição por equipes foi vencida pela EPM - UNE, que assumiu a liderança logo na primeira etapa e manteve-a até o fim. No total, a equipe colombiana conquistou 3 das 5 vitórias de etapa e conseguiu a 1ª, 2ª e 4ª colocação na classificação geral (a qual também liderou do começo ao fim, com a camisa amarela trocando de mãos 3 vezes, entre 3 ciclistas da equipe).

## Classificação e Bonificações
A Classificação Geral Individual é a principal da competição. É atribuída calculando-se o tempo total gasto por cada corredor, isto é, adicionando-se os tempos de cada etapa. O corredor com o menor tempo é considerado o líder no momento, e, ao final do evento, é declarado o vencedor geral do Tour. Durante a corrida, o líder da classificação geral usa uma camisa amarela. No Tour do Rio 2013, os 3 primeiros colocados de cada etapa recebem bônus de 10, 6 e 4 segundos. Bônus de 3, 2 e 1 segundos são dados aos 3 primeiros ciclistas em cada meta volante.
 A camisa verde é atribuída ao líder da Classificação por Pontos, ou metas, que podem ser conquistados no fim das etapas ou durante estas por meio das metas volantes que ocorrem durante a etapa. Os 5 primeiros colocados em cada etapa recebem 10, 7, 5, 3 e 2 pontos, respectivamente. Os 3 primeiros ciclistas em cada meta volante recebem 5, 3 e 2 pontos.
 Ao líder da Classificação de Montanha, é atribuída a camiseta branca com bolas vermelhas. No topo das subidas categorizadas do Tour, atribuem-se pontos aos primeiros a chegar no topo; quem tiver mais pontos é o líder de montanha. No Tour do Rio 2013, as subidas eram classificadas em 3 categorias. Os primeiros 3 ciclistas a atingir o ápice de cada subida recebem pontos para a classificação de montanha de acordo com a categoria:
- Categoria 1: 10, 8, 5 pts
- Categoria 2: 8, 6, 4 pts
- Categoria 3: 6, 4, 2 pts

 A camisa branca é atribuída ao líder da Classificação Sub-23, que funciona do mesmo modo da classificação geral, mas somente é competida pelos ciclistas abaixo dos 23 anos de idade.
Por fim, a Classificação de Equipes soma os tempos dos 3 primeiros ciclistas de cada equipe em cada etapa. Como na classificação geral, a equipe com menor tempo é a vencedora.

## Etapas
| Etapa | Data        | Trajeto                         | Distância | Tipo | Tipo       | Vencedor          |
| ----- | ----------- | ------------------------------- | --------- | ---- | ---------- | ----------------- |
| 1     | 28 Agosto   | Rio de Janeiro – Angra dos Reis | 163 km    |      | Plano      | Weimar Roldan     |
| 2     | 29 Agosto   | Volta Redonda – Três Rios       | 167 km    |      | Plano      | Rafael Andriato   |
| 3     | 30 Agosto   | Três Rios – Teresópolis         | 120 km    |      | Montanha   | Jorge Castiblanco |
| 4     | 31 Agosto   | Teresópolis – Rio das Ostras    | 196 km    |      | Acidentado | Óscar Sevilla     |
| 5     | 1º Setembro | Rio das Ostras – Rio de Janeiro | 181 km    |      | Plano      | Gregory Panizo    |

## Equipes
A competição reuniu 18 equipes, sendo 10 nacionais e 8 estrangeiras, totalizando 105 atletas de 16 países. Cada equipe podia inscrever até 6 ciclistas.
| - Equipes Nacionais Velo - Seme Rio Claro São Lucas Saúde - Giant - Americana Suzano - DSW Automotive FW Engenharia - Amazonas Bike - Prefeitura de Madalena GRCE Memorial - Prefeitura de Santos Funvic Brasilinvest - São José dos Campos Clube DataRo de Ciclismo - Cascavel Ironage - Colner - Sorocaba São Francisco Saúde - Powerade - Botafogo - SME Ribeirão Preto Barueri - New Millen - VZAN - Maxxis | - Equipes Internacionais Buenos Aires Provincia OFM - Quinta da Lixa - Goldentimes RPM Ecuador Team Team Novo Nordisk Vini Fantini – Selle Italia World Cycling Centre Team Vélo Club de Grand Case EPM - UNE |

## Resultados

### Etapa 1:Rio de Janeiro-Angra dos Reis

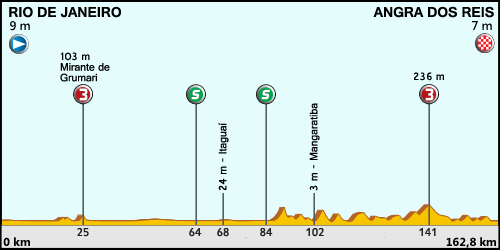
Altimetria da 1ª etapa

A primeira etapa do Tour do Rio 2013 foi realizada em 28 de agosto, percorrendo 163 quilômetros entre o Rio de Janeiro e Angra dos Reis, com algumas subidas e fortes ventos na segunda metade da prova. Com cerca de metade da etapa percorrida, uma fuga com 9 ciclistas conseguiu se desgarrar dos demais, abrindo uma vantagem de mais de 3 minutos e 20 segundos ao pelotão principal. Os ciclistas da equipe colombiana EPM - UNE, que tinha 3 entre os 9 atletas da fuga, forçaram o ritmo nas subidas do percurso, e perto do último prêmio de montanha, Weimar Roldan e Edwar Ortiz passaram a liderar a prova sozinhos. A cerca de 20 quilômetros para o fim, a dupla tinha uma considerável vantagem para o pelotão, de 2 minutos e 40 segundos. A diferença diminuiu nos quilômetros finais, mas ainda foi suficiente para que a fuga ganhasse a primeira etapa com folga. Roldan cruzou a linha pouco à frente de seu companheiro de equipe, levando a etapa e tornando-se o primeiro líder do Tour do Rio 2013. 1 minuto e 9 segundos após o vencedor, o pelotão principal, composto por 23 ciclistas, cruzou a linha de chegada, sendo liderados por Jaime Castañeda, que garantiu um pódio 100% da EPM - UNE na primeira etapa da prova.
|   | País     | Ciclista         | Equipe                       | Tempo      |
| - | -------- | ---------------- | ---------------------------- | ---------- |
| 1 | Colômbia | Weimar Roldan    | EPM - UNE                    | 3h 57' 06" |
| 2 | Colômbia | Edwar Ortiz      | EPM - UNE                    | m.t.       |
| 3 | Colômbia | Jaime Castañeda  | EPM - UNE                    | + 1' 09"   |
| 4 | Brasil   | Rafael Andriato  | Vini Fantini – Selle Italia  | + 1' 09"   |
| 5 | Brasil   | Roberto Pinheiro | Funvic - São José dos Campos | + 1' 09"   |

|   | País     | Ciclista        | Equipe               | Tempo      |
| - | -------- | --------------- | -------------------- | ---------- |
| 1 | Colômbia | Weimar Roldan   | EPM - UNE            | 3h 56' 56" |
| 2 | Colômbia | Edwar Ortiz     | EPM - UNE            | + 4"       |
| 3 | Colômbia | Jaime Castañeda | EPM - UNE            | + 1' 15"   |
| 4 | Portugal | Samuel Caldeira | OFM - Quinta da Lixa | + 1' 16"   |
| 5 | Espanha  | Óscar Sevilla   | EPM - UNE            | + 1' 17"   |

### Etapa 2:Volta Redonda-Três Rios

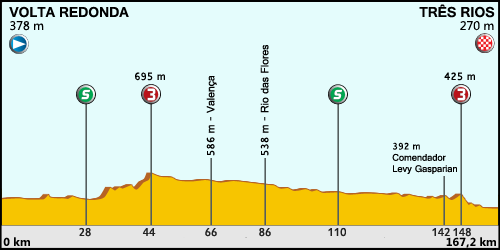
Altimetria da 2ª etapa

Realizada dia 29 de agosto, a segunda etapa do Tour do Rio percorreu 167 quilômetros entre Volta Redonda e Três Rios. Houve muitos ataques durante a etapa, mas a etapa, bastante plana, favorecia os velocistas, e o pelotão principal conseguiu controlar todas as fugas, levando a vitória a ser disputada no sprint final por um pelotão compacto em Três Rios. O brasileiro Rafael Andriato, que compete na Europa pela equipe italiana Vini Fantini – Selle Italia, foi o mais rápido, repetindo o triunfo de 2011 (quando também ganhou a 2ª etapa do Tour do Rio). Jaime Castañeda (EPM - UNE) e Edgardo Simón (Ironage) chegaram em 2º e 3º, respectivamente. A classificação geral viu poucas mudanças, com a liderança mantendo-se nas mãos de Weimar Roldan.
|   | País      | Ciclista         | Equipe                       | Tempo      |
| - | --------- | ---------------- | ---------------------------- | ---------- |
| 1 | Brasil    | Rafael Andriato  | Vini Fantini – Selle Italia  | 3h 43' 49" |
| 2 | Colômbia  | Jaime Castañeda  | EPM - UNE                    | m.t.       |
| 3 | Argentina | Edgardo Simón    | Ironage                      | m.t.       |
| 4 | Brasil    | Roberto Pinheiro | Funvic - São José dos Campos | m.t.       |
| 5 | Portugal  | Samuel Caldeira  | OFM - Quinta da Lixa         | m.t.       |

|   | País     | Ciclista        | Equipe                      | Tempo      |
| - | -------- | --------------- | --------------------------- | ---------- |
| 1 | Colômbia | Weimar Roldan   | EPM - UNE                   | 7h 40' 45" |
| 2 | Colômbia | Edwar Ortiz     | EPM - UNE                   | + 4"       |
| 3 | Brasil   | Rafael Andriato | Vini Fantini – Selle Italia | + 1' 09"   |
| 4 | Colômbia | Jaime Castañeda | EPM - UNE                   | + 1' 09"   |
| 5 | Portugal | Samuel Caldeira | OFM - Quinta da Lixa        | + 1' 16"   |

### Etapa 3:Três Rios-Teresópolis

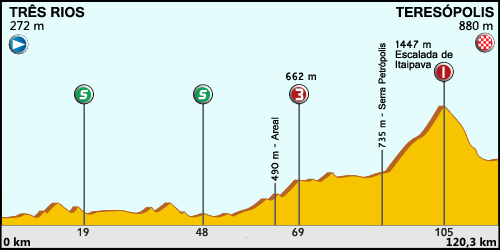
Altimetria da 3ª etapa

A terceira etapa do Tour do Rio, realizada sexta-feira, 30 de agosto, era considerada a etapa rainha ou etapa magna da prova - nome dado à etapa de uma corrida por etapas que é considerada a mais dura, normalmente em termos de montanhas. O trajeto de 120 quilômetros entre Três Rios e Teresópolis incluía a primeira montanha de categoria 1 da prova, a Serra Petrópolis-Teresópolis ou Escalada de Itaipava, uma subida de aproximadamente 13,5 kms com ganho de altitude de 700 metros (média de 5,1% de inclinação), culminando a somente 14 quilômetros da linha de chegada em Teresópolis.
5 ciclistas compuseram a principal fuga do dia, que chegou a abrir uma vantagem de mais de 4 minutos ao pelotão principal. Entre os escapados estava Flávio Cardoso (Funvic - São José dos Campos), que conquistou o máximo de pontos nas metas volantes da etapa e, com isso, assumiu a liderança da classificação por pontos ao fim do dia. Um seleto pelotão, composto por cerca de 20 ciclistas, alcançou os escapados por volta da metade da principal subida do dia, com os colombianos da EPM - UNE ditando o ritmo do grupo. Nenhum ciclista conseguiu se destacar isoladamente na subida, e um grupo de 9 ciclistas cruzou o topo da serra junto, com o prêmio de montanha sendo vencido por Kléber Ramos (Clube DataRo de Ciclismo). Na descida, a 5 quilômetros Jorge Castiblanco (EPM - UNE) atacou e conseguiu se desgarrar dos demais. Ele abriu uma vantagem de alguns segundos aos demais e manteve-a até a chegada, celebrando a vitória isolado. Kléber Ramos foi o 2º colocado, liderando, no sprint, um grupo de 12 ciclistas que chegou 12 segundos após o vencedor. João Marcelo Gaspar, líder da classificação sub-23, foi o 3º colocado.
A etapa viu drásticas mudanças nas classificações. Edwar Ortiz (EPM - UNE), antes da etapa o 2º colocado geral, assumiu a liderança da prova à frente do vencedor da etapa. O líder até então, Weimar Roldan (EPM - UNE) chegou em 19º, 3 minutos após Castiblanco, e caiu para a 12ª colocação geral. Kléber Ramos subiu para a 3ª colocação geral e assumiu a liderança da classificação de montanha. João Marcelo Gaspar (Ironage) e Óscar Sevilla (EPM - UNE) passaram a ocupar a 4ª e a 5ª colocação geral, respectivamente. Com os pontos conquistados nas metas volantes do percurso, Flávio Cardoso (Funvic - São José dos Campos) assumiu a liderança da classificação por pontos.
|   | País     | Ciclista            | Equipe                       | Tempo      |
| - | -------- | ------------------- | ---------------------------- | ---------- |
| 1 | Colômbia | Jorge Castiblanco   | EPM - UNE                    | 3h 00' 07" |
| 2 | Brasil   | Kléber Ramos        | Clube DataRo de Ciclismo     | + 12"      |
| 3 | Brasil   | João Marcelo Gaspar | Ironage                      | + 12"      |
| 4 | Brasil   | Gregory Panizo      | Funvic - São José dos Campos | + 12"      |
| 5 | Espanha  | Óscar Sevilla       | EPM - UNE                    | + 12"      |

|   | País     | Ciclista            | Equipe                   | Tempo       |
| - | -------- | ------------------- | ------------------------ | ----------- |
| 1 | Colômbia | Edwar Ortiz         | EPM - UNE                | 10h 41' 08" |
| 2 | Colômbia | Jorge Castiblanco   | EPM - UNE                | + 53"       |
| 3 | Brasil   | Kléber Ramos        | Clube DataRo de Ciclismo | + 1' 09"    |
| 4 | Brasil   | João Marcelo Gaspar | Ironage                  | + 1' 11"    |
| 5 | Espanha  | Óscar Sevilla       | EPM - UNE                | + 1' 13"    |

### Etapa 4:Teresópolis-Rio das Ostras

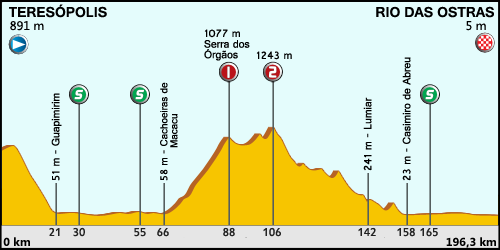
Altimetria da 4ª etapa

Com 196 quilômetros entre Teresópolis e Rio das Ostras, a 4ª etapa do Tour do Rio, realizada no dia 31 de agosto, era a mais longa da prova, e uma das mais difíceis. O pelotão teria de enfrentar a segunda e última subida de categoria 1 da prova, a Serra dos Órgãos, uma subida de aproximadamente 21,4 kms com ganho vertical de 967 metros (média de 4,5% de inclinação). Entretanto, o fato que seu topo encontrava-se mais de 100 kms antes da chegada em Rio das Ostras e os grandes trechos de descida e plano após este tornavam a etapa menos decisiva do que a anterior. A etapa também foi marcado por fortes ventos contrários nos últimos 30 quilômetros.
Começando com a longa descida da serra, a etapa demorou a ver uma fuga se formar. Com cerca de 50 quilômetros pedalados, um grupo de 11 ciclistas se destacou do pelotão, mas sem abrir muita vantagem, conseguindo uma diferença máxima ao pelotão de cerca de 20 segundos. Na subida da Serra dos Órgãos, os escapados foram neutralizados, e no segundo e último prêmio de montanha de categoria 1 da prova, localizado ao topo da Serra dos Órgãos, o vencedor da etapa anterior, Jorge Castiblanco (EPM - UNE) coletou o máximo de pontos, seguido pelo líder da classificação sub-23, João Marcelo Gaspar (Ironage), e pelo líder da classificação de montanha, Kléber Ramos (Clube DataRo de Ciclismo). Com isso, João Marcelo Gaspar assumia a liderança provisória da classificação de montanha, restando um único prêmio dessa classificação na prova.
Logo após o primeiro prêmio de montanha, os espanhóis Óscar Sevilla (EPM - UNE) e Gustavo Veloso (OFM - Quinta da Lixa) atacaram e rapidamente conseguiram abrir uma vantagem considerável ao pelotão, de quase 3 minutos. A dupla liderava a prova quando os ciclistas passaram pelo segundo prêmio de montanha, vencido por Veloso à frente de Sevilla, com Jorge Castiblanco ficando com a 3ª colocação. Como Kléber Ramos não conseguiu pontuar e não restava mais nenhum prêmio de montanha na corrida, João Marcelo Gaspar garantiu a vitória na classificação de montanha.
Na descida, a fuga de Sevilla e Veloso conseguiu manter a vantagem, e, a 10 quilômetros da chegada, ainda estava 2 minutos e 50 segundos à frente do pelotão principal. Sevilla, sendo da mesma equipe do líder geral, Edwar Ortiz, pedalou taticamente na fuga, pouco revezando com Veloso durante a escapada. Com isso, quando a vitória da etapa e da classificação geral foi decidida no sprint final (como os dois chegaram juntos, os segundos bônus distribuídos na chegada definiriam o novo líder geral), Sevilla teve mais força, batendo seu compatriota e mantendo a dominação da EPM, que venceu sua 3ª etapa entre as 4 disputadas até então. Antoelson Dornelles (São Francisco Saúde - Ribeirão Preto) e Gregory Panizo (Funvic - São José dos Campos) se desgarraram do pelotão nos últimos quilômetros e chegaram em 3º e 4º lugar na etapa, respectivamente. O pelotão, composto por 30 ciclistas, chegou 2 minutos e 38 segundos após o vencedor, com Rafael Andriato (Vini Fantini – Selle Italia) sendo o mais rápido no sprint pela 5ª colocação na etapa.
A etapa viu uma nova reviravolta na classificação geral: como a dupla da fuga chegou com uma vantagem maior que 1 minuto e 5 segundos ao pelotão principal, Óscar Sevilla se tornou o novo camisa amarela da prova, seguido por Veloso na 2ª colocação geral. Edwar Ortiz (EPM - UNE), que liderava a prova até então, chegou com o pelotão e caiu para a 3ª colocação geral. Sevilla assumiu ainda a liderança da classificação por pontos, ao passo que João Marcelo Gaspar assumiu a liderança da classificação de montanha e garantiu a vitória desta, já que não havia prêmios de montanha na última etapa da prova. As classificações sub-23 e por equipes tiveram poucas mudanças.
|   | País    | Ciclista            | Equipe                               | Tempo      |
| - | ------- | ------------------- | ------------------------------------ | ---------- |
| 1 | Espanha | Óscar Sevilla       | EPM - UNE                            | 4h 30' 53" |
| 2 | Espanha | Gustavo Veloso      | OFM - Quinta da Lixa                 | m.t.       |
| 3 | Brasil  | Antoelson Dornelles | São Francisco Saúde - Ribeirão Preto | + 2' 24"   |
| 4 | Brasil  | Gregory Panizo      | Funvic - São José dos Campos         | + 2' 29"   |
| 5 | Brasil  | Rafael Andriato     | Vini Fantini – Selle Italia          | + 2' 38"   |

|   | País     | Ciclista          | Equipe                   | Tempo       |
| - | -------- | ----------------- | ------------------------ | ----------- |
| 1 | Espanha  | Óscar Sevilla     | EPM - UNE                | 15h 13' 01" |
| 2 | Espanha  | Gustavo Veloso    | OFM - Quinta da Lixa     | + 7"        |
| 3 | Colômbia | Edwar Ortiz       | EPM - UNE                | + 1' 38"    |
| 4 | Colômbia | Jorge Castiblanco | EPM - UNE                | + 2' 31"    |
| 5 | Brasil   | Kléber Ramos      | Clube DataRo de Ciclismo | + 2' 45"    |

### Etapa 5:Rio das Ostras-Rio de Janeiro

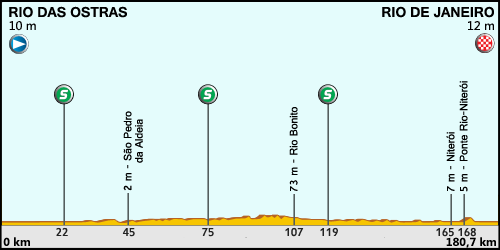
Altimetria da 5ª etapa

A etapa final do Tour do Rio 2013 foi realizada no dia 1 de agosto, percorrendo 181 quilômetros entre Rio das Ostras e o Rio de Janeiro. Após algumas tentativas de fuga conseguirem pouco sucesso, Flávio Cardoso (Funvic - São José dos Campos) se desgarrou do pelotão pouco antes da primeira meta volante, localizada 22 quilômetros após o começo da etapa. Seu companheiro de equipe Gregory Panizo logo se juntou a ele, enquanto a dupla abria uma vantagem de 2 minutos para o pelotão principal; alguns quilômetros depois, Cristian Egídio e Murilo Affonso, ambos do Clube DataRo de Ciclismo, se juntaram aos dois líderes, formando uma fuga de 4 ciclistas.
A fuga abriu uma vantagem considerável ao pelotão, chegando a ter uma diferença máxima de 6 minutos e meio com cerca de 110 quilômetros percorridos. Os escapados levaram os pontos das 3 metas volantes no caminho: Flávio Cardoso foi o 1º nas duas primeiras metas volantes, ao passo que Cristian Egídio levou a última meta volante. Com isso, Cardoso reassumiu a liderança da classificação por pontos das mãos do líder geral Óscar Sevilla (EPM - UNE) com 31 pontos, contra 22 de Egídio e 20 de Sevilla.
Na segunda metade da prova, o pelotão começou a ganhar terreno sobre os escapados. Com cerca de 35 quilômetros para o fim, Flávio Cardoso sobrou da fuga, deixando o grupo da frente composto por 3 ciclistas; ainda assim, eles mantinham uma vantagem de 3 minutos para o pelotão principal se aproximando da Ponte Rio-Niterói, com cerca de 20 quilômetros para o fim da etapa. A diferença continuou diminuindo até o fim, mas não foi suficiente para que o pelotão alcançasse os escapados, e a vitória foi decidida no sprint entre os três líderes: Gregory Panizo disparou a poucos metros da chegada, sem resposta pelos ciclistas da DataRo, e venceu a última etapa do Tour do Rio 6 segundos à frente destes, completando um pódio 100% brasileiro. O pelotão chegou 1 minuto e 9 segundos após o vencedor, liderados na chegada por Nilceu dos Santos (São Francisco Saúde - Ribeirão Preto), que bateu os demais ciclistas no sprint do pelotão.
Sevilla completou a etapa no meio do pelotão, em 16º lugar, e garantiu a vitória na classificação geral, a qual não viu mudanças significativas. A vitória da classificação por pontos ficou com Flávio Cardoso, já que, na chegada, Cristian Egídio só conseguiu 7 pontos (ele estava 9 pontos atrás de Cardoso). João Marcelo Gaspar (Ironage) foi o vencedor na classificação de montanha e na classificação sub-23, enquanto a EPM - UNE garantiu a vitória na classificação por equipes, competição que liderou do começo ao fim da prova.
Após a etapa, Murilo Affonso expressou um descontentamento com a vitória de Panizo. Segundo o ciclista da DataRo, Panizo ficou sem revezar na fuga por cerca de 15 quilômetros em função de um mal-estar, e a dupla da DataRo teria concordado em proteger Panizo caso ele não disputasse a chegada. Panizo disse não ter conhecimento desse possível acordo.
| Resultado Etapa 5 \| \| País \| Ciclista \| Equipe \| Tempo \| \| - \| ---- \| ----------------- \| ------------------------------------ \| ---------- \| \| 1 \| \| Gregory Panizo \| Funvic - São José dos Campos \| 3h 42' 53" \| \| 2 \| \| Cristian Egídio \| Clube DataRo de Ciclismo \| + 6" \| \| 3 \| \| Murilo Affonso \| Clube DataRo de Ciclismo \| + 6" \| \| 4 \| \| Nilceu dos Santos \| São Francisco Saúde - Ribeirão Preto \| + 1' 13" \| \| 5 \| \| Julian Gaday \| Buenos Aires Província \| + 1' 13" \| |           |                   |                                      |            |
| | País      | Ciclista          | Equipe                               | Tempo      |
| 1 | Brasil    | Gregory Panizo    | Funvic - São José dos Campos         | 3h 42' 53" |
| 2 | Brasil    | Cristian Egídio   | Clube DataRo de Ciclismo             | + 6"       |
| 3 | Brasil    | Murilo Affonso    | Clube DataRo de Ciclismo             | + 6"       |
| 4 | Brasil    | Nilceu dos Santos | São Francisco Saúde - Ribeirão Preto | + 1' 13"   |
| 5 | Argentina | Julian Gaday      | Buenos Aires Província               | + 1' 13"   |

## Resultados Finais
| Classificação Geral após Etapa 5 (Resultado final) \| \| País \| Ciclista \| Equipe \| Tempo \| \| -- \| ---- \| ------------------- \| ----------------------------------- \| ----------- \| \| 1 \| \| Óscar Sevilla \| EPM - UNE \| 18h 57' 07" \| \| 2 \| \| Gustavo Veloso \| OFM - Quinta da Lixa \| + 7" \| \| 3 \| \| Edwar Ortiz \| EPM - UNE \| + 1' 38" \| \| 4 \| \| Jorge Castiblanco \| EPM - UNE \| + 2' 31" \| \| 5 \| \| Kléber Ramos \| Clube DataRo de Ciclismo \| + 2' 45" \| \| 6 \| \| João Marcelo Gaspar \| Ironage \| + 2' 48" \| \| 7 \| \| Delio Fernandez \| OFM - Quinta da Lixa \| + 2' 52" \| \| 8 \| \| Edwin Carvajal \| EPM - UNE \| + 2' 53" \| \| 9 \| \| Ludovic Turpin \| Vélo Club de Grand Case \| + 2' 53" \| \| 10 \| \| Willian Chiarello \| São Lucas Saúde - Giant - Americana \| + 2' 53" \| |          |                     |                                     |             |
| | País     | Ciclista            | Equipe                              | Tempo       |
| 1 | Espanha  | Óscar Sevilla       | EPM - UNE                           | 18h 57' 07" |
| 2 | Espanha  | Gustavo Veloso      | OFM - Quinta da Lixa                | + 7"        |
| 3 | Colômbia | Edwar Ortiz         | EPM - UNE                           | + 1' 38"    |
| 4 | Colômbia | Jorge Castiblanco   | EPM - UNE                           | + 2' 31"    |
| 5 | Brasil   | Kléber Ramos        | Clube DataRo de Ciclismo            | + 2' 45"    |
| 6 | Brasil   | João Marcelo Gaspar | Ironage                             | + 2' 48"    |
| 7 | Espanha  | Delio Fernandez     | OFM - Quinta da Lixa                | + 2' 52"    |
| 8 | Colômbia | Edwin Carvajal      | EPM - UNE                           | + 2' 53"    |
| 9 | França   | Ludovic Turpin      | Vélo Club de Grand Case             | + 2' 53"    |
| 10 | Brasil   | Willian Chiarello   | São Lucas Saúde - Giant - Americana | + 2' 53"    |

|   | País    | Ciclista        | Equipe                       | Pontos |
| - | ------- | --------------- | ---------------------------- | ------ |
| 1 | Brasil  | Flávio Cardoso  | Funvic - São José dos Campos | 31 pts |
| 2 | Brasil  | Cristian Egídio | Clube DataRo de Ciclismo     | 29 pts |
| 3 | Espanha | Óscar Sevilla   | EPM - UNE                    | 20 pts |
| 4 | Brasil  | Gregory Panizo  | Funvic - São José dos Campos | 19 pts |
| 5 | Brasil  | Rafael Andriato | Vini Fantini – Selle Italia  | 15 pts |

|   | País     | Ciclista            | Equipe                   | Pontos |
| - | -------- | ------------------- | ------------------------ | ------ |
| 1 | Brasil   | João Marcelo Gaspar | Ironage                  | 26 pts |
| 2 | Brasil   | Kléber Ramos        | Clube DataRo de Ciclismo | 23 pts |
| 3 | Colômbia | Jorge Castiblanco   | EPM - UNE                | 18 pts |
| 4 | Espanha  | Gustavo Veloso      | OFM - Quinta da Lixa     | 14 pts |
| 5 | Colômbia | Edwar Ortiz         | EPM - UNE                | 11 pts |

|   | País    | Ciclista            | Equipe                               | Pontos      |
| - | ------- | ------------------- | ------------------------------------ | ----------- |
| 1 | Brasil  | João Marcelo Gaspar | Ironage                              | 18h 59' 55" |
| 2 | Brasil  | Willian Chiarello   | São Lucas Saúde - Giant - Americana  | + 5"        |
| 3 | Equador | Richard Carapaz     | RPM Ecuador Team                     | + 3' 14"    |
| 4 | Brasil  | Murilo Affonso      | Clube DataRo de Ciclismo             | + 7' 58"    |
| 5 | Brasil  | Mauricio Knapp      | São Francisco Saúde - Ribeirão Preto | + 8' 14"    |

|   | País     | Equipe                               | Tempo       |
| - | -------- | ------------------------------------ | ----------- |
| 1 | Colômbia | EPM - UNE                            | 56h 54' 52" |
| 2 | Portugal | OFM - Quinta da Lixa                 | + 2' 30"    |
| 3 | Brasil   | Funvic - São José dos Campos         | + 6' 25"    |
| 4 | Brasil   | Clube DataRo de Ciclismo             | + 8' 43"    |
| 5 | Brasil   | São Francisco Saúde - Ribeirão Preto | + 16' 29"   |

## Evolução dos Líderes
| Etapa | Vencedor          | Classificação Geral | Classificação de Pontos | Classificação de Montanha | Classificação Sub-23   | Classificação por Equipes |
| ----- | ----------------- | ------------------- | ----------------------- | ------------------------- | ---------------------- | ------------------------- |
| 1     | Weimar Roldan     | Weimar Roldan       | Weimar Roldan           | Edwar Ortiz               | André de Souza Almeida | EPM - UNE                 |
| 2     | Rafael Andriato   | Weimar Roldan       | Rafael Andriato         | João Marcelo Gaspar       | João Marcelo Gaspar    | EPM - UNE                 |
| 3     | Jorge Castiblanco | Edwar Ortiz         | Flávio Cardoso          | Kléber Ramos              | João Marcelo Gaspar    | EPM - UNE                 |
| 4     | Óscar Sevilla     | Óscar Sevilla       | Óscar Sevilla           | João Marcelo Gaspar       | João Marcelo Gaspar    | EPM - UNE                 |
| 5     | Gregory Panizo    | Óscar Sevilla       | Flávio Cardoso          | João Marcelo Gaspar       | João Marcelo Gaspar    | EPM - UNE                 |
| Final | Final             | Óscar Sevilla       | Flávio Cardoso          | João Marcelo Gaspar       | João Marcelo Gaspar    | EPM - UNE                 |

Notas
- Na etapa 2, Cristian Egídio, segundo colocado na classificação de pontos, foi quem vestiu a camisa verde, pois Weimar Roldan, o primeiro colocado, já vestia a camisa amarela de líder geral durante essa etapa.
- Na etapa 3, André de Souza Almeida, segundo colocado na classificação sub-23, foi quem vestiu a camisa branca, pois João Marcelo Gaspar, o primeiro colocado, já vestia a camisa branca com bolinhas de líder de montanha durante essa etapa.
- Na etapa 5, Flávio Cardoso, segundo colocado na classificação de pontos, foi quem vestiu a camisa verde, pois Óscar Sevilla, o primeiro colocado, já vestia a camisa amarela de líder geral durante essa etapa.
- Na etapa 5, Willian Chiarello, segundo colocado na classificação sub-23, foi quem vestiu a camisa branca, pois João Marcelo Gaspar, o primeiro colocado, já vestia a camisa branca com bolinhas de líder de montanha durante essa etapa.